# Hostivař
Hostivař est un quartier pragois situé dans le sud-est de la capitale tchèque, appartenant à l'arrondissement de Prague 15, d'une superficie de 799,7 hectares est un quartier de Prague. En 2018, la population était de 18 736 habitants.
La ville est devenue une partie de Prague en 1922.